# Li Chen (esgrimidor)
Li Chen (en chino: 李晨; 14 de agosto de 1992) es un deportista chino que compite en esgrima, especialista en la modalidad de florete. Ganó una medalla de bronce en el Campeonato Mundial de Esgrima de 2015, en la prueba por equipos.

## Palmarés internacional
| Campeonato Mundial | Campeonato Mundial | Campeonato Mundial | Campeonato Mundial  |
| Año                | Lugar              | Medalla            | Prueba              |
| ------------------ | ------------------ | ------------------ | ------------------- |
| 2015               | Moscú (Rusia)      | Medalla de bronce  | Florete por equipos |